# Australocnus calcareus
Australocnus calcareus är en sjögurkeart som först beskrevs av Arthur Dendy 1896.  Australocnus calcareus ingår i släktet Australocnus och familjen korvsjögurkor. Inga underarter finns listade i Catalogue of Life.